# كايتو فوروشيما
كايتو فوروشيما (باليابانية: 古島 圭人) (مواليد 5 سبتمبر 1995) هو لاعب كرة قدم ياباني.

## وصلات خارجية
- كايتو فوروشيما على موقع رابطة كرة القدم اليابانية للمحترفين (اليابانية)
- كايتو فوروشيما على موقع Soccerway.com (الإنجليزية)